# Salib at-Turkuman
Salib at-Turkuman (arab. صليب التركمان) – miasto w Syrii, w muhafazie Latakia. W 2004 roku liczyło 3466 mieszkańców.